# Leucochlaena machylum
Leucochlaena machylum là một loài bướm đêm trong họ Noctuidae.